# Kariérní centrum Masarykovy univerzity
Kariérní centrum Masarykovy univerzity podporuje studenty a čerstvé absolventy při přechodu ze studijního do pracovního světa. Cílem KC je příprava k samostatnému řízení své profesní dráhy skrze rozvoj kariérních a osobnostních kompetencí. Organizačně je KC v působnosti studijního oddělení Rektorátu Masarykovy univerzity.
Kromě rozvojových aktivit, workshopů, školení a konferencí pro studenty a čerstvé absolventy pomáhá KC zaměstnavatelům při náboru kvalifikovaných zaměstnanců z řad studentů/tek a absolventů/tek Masarykovy univerzity.
Ředitelkou pracoviště je Mgr. Monika Mikulová.[zdroj?] Sídlí v budově na Komenského náměstí 2 v Brně.
„Pomáháme studentům a absolventům objevit vlastní kariérní dráhu a rozvíjet v nich schopnosti a dovednosti potřebné k tomu, aby dosahovali svých vysněných kariérních cílů.“
- Mgr. Monika Mikulová - ředitelka

## Historie
Karierní centrum Masarykovy univerzity zahájilo svou činnost v roce 2008. Od počátku své existence pořádá pracovní Veletrh JobChallenge. Ten je od roku 2011 připravován ve spolupráci s VUT v Brně a Mendelovou univerzitou.
Od roku 2013 KC pořádá konferenci JobAcademy.

## Služby
Služby KC lze rozdělit na služby určené studentům a absolventům a služby nabízené zaměstnavatelům.

### Pro studenty
Studentům KC nabízí služby karierního poradenství, které jim pomáhají s přípravou na zaměstnání a zvládnout jejich aktuální kariérní výzvy. Jsou jim určeny rovněž přednášky, kurzy a workshopy zaměřené na rozvoj soft skills a dovedností souvisejících s hledáním práce (např. sebeprezentace nebo tvorba životopisu). Centrum organizuje i assessment a development centra, a to jak reálná (realizovaná pro konkrétní firmy), tak modelová (simulace výběrového řízení).
Služby nabízené KC MU
- Individuální kariérní konzultace Archivováno 22. 6. 2020 na Wayback Machine.
- CV Clinic Archivováno 22. 6. 2020 na Wayback Machine.
- Kurzy a webináře
- Konference JobAcademy
- Veletrhy MUNI JobNEST Archivováno 8. 8. 2019 na Wayback Machine. a Jobchallenge
- Inteview prep a Assessement centrum
- Profesně-psychologické testování

### Pro zaměstnavatele
Zaměstnavatelům jsou poskytovány recruitmentové služby, budování povědomí o jejich firmě na univerzitě a propojení se studenty prostřednictvím osobních setkání nebo cílené inzerce.
Akce, kde se mohou zaměstnavatelé setkat se studenty
- Industry ShowCase: Interaktivní event až pro pět firem, který studentům představí konkrétní odvětví pracovního trhu.
- Firemní workshop: Tematicky zaměřený firemní workshop umožní studentům nahlédnout pod pokličku konkrétní společnosti.
- Industry Talk, Talk show, webinář

## Ceny a ocenění
Kariérní centrum opakovaně získalo Národní cenu kariérového poradenství udělovanou českým Centrem Euroguidance při Domu zahraniční spolupráce, a to v následujících letech:
- 2012 – za obnovení svých služeb po téměř roční pauze – porota ocenila i „fakt, že řada aktivit centra je postavena na principu peer aktivit – studenti psychologie mají možnost získat praxi v rámci služeb poskytovaných Kariérním centrem“[12]
- 2013 – za interaktivní konferenci JobAcademy[13]
- 2014 – za „realizaci inovativního počinu Personalistika ze zákulisí“[14][8][9]
- 2015 – za „trvalou kvalitu služeb pro studenty VŠ za tvorbu kariérního plánu pro studenty a absolventy Masarykovy univerzity“
- 2017 – za „efektivní využití ICT v kariérním centru vysokých škol“